# Yoshinobu Minowa
Yoshinobu Minowa (Prefectura de Kanagawa, 2 de juny de 1976) és un futbolista japonès que disputà un partit amb la selecció japonesa.